# ほっとないとHOKKAIDO
『ほっとないとHOKKAIDO』（ほっとないとホッカイドウ 英：Hot Night HOKKAIDO）は、北海道放送にて放送されたテレビ番組である。

## 概要
1985年7月27日から開始されたHBC地方6放送局各地域の話題をリレー形式で紹介した特別番組シリーズ「HBCネットワーク特集縦横無尽」を発展させる形で、1986年10月7日に『ほっとないと22』として放送開始。当初毎週火曜22時の放送だったが、JNN系列の自主編成時間帯（TBSでは『そこが知りたい』）に放送していたため、1987年10月より19時台に時間帯移動となり『ほっとないとHOKKAIDO』にタイトルを改めた。
1992年10月、バラエティ番組「ムーブ」開始に伴い、火曜20時に枠移動。安定した視聴率を獲得していたが、1998年3月をもって放送終了。その後はTBSの同時ネット（『見ればなっとく!』）となり現在に至る。
スポンサーは道内全域向けと道内各局別をあわせたものとなっており、テロップ表示していた札幌局以外の地域では各局毎でブルーバックまたはグリーンバックでスポンサーが表示されていた（TBSからの特別番組による休止の場合の当該時間帯は道内全域向けのスポンサーのみ放送し、道内各局別のスポンサーCMは休止となっていた）。道内全域向けのスポンサーは花王が筆頭スポンサーであり、番組内では花王の生CMも放送していた。

## 番組内容
「22」時代は「ラーメンからミサイルまで」をコンセプトに道内212市町村の情報をいきいきした切り口で紹介する構成として、社会的な話題を中心とした共通テーマを軸として各局のアナウンサーからのリポートやエリアニュースといった地方情報をリアルタイムで札幌へ送る趣向とした。
「HOKKAIDO」になってからは初期は「22」時代同様「地域密着番組」だったが、後に視聴者参加のクイズ番組（電話により解答。当初は「知っTELねっと」というサブタイトルが付いていた）にリニューアル。ちなみに電話をかける条件としては、番号の末尾だけではなく、市外局番にも条件が定まっており、「011の地域（札幌市・江別市・広島町（現：北広島市）・南幌町）」と「011以外の地域」に分かれていた。なお、電話による解答権は2人までとなっていた。また、正解した場合は「ほっと」「ないと」「HOKKAIDO」と書かれた3つのボックスの中から1つ選ぶが、中に入っている賞品は問題ごとに位置が入れ替わっている（賞品そのものは週替りで登場するが、名産品から家電品まで多種多様だった）。
末期（1996年頃）は『ほっとないとHOKKAIDO 快傑調査室』として視聴者からの依頼を元に様々な謎や疑問を解決する番組が中心となっていた。
最末期（最後の半年間）は『ほっとないとHOKKAIDO クイズココが考えどこ』として再びクイズ番組となった。
余談だが、クイズ番組として放送されていた時、「011以外の地域」に解答権がある問題で、スタッフの確認ミスから「011の地域」の視聴者に解答権を与えてしまった。しかも司会・キャスターも確認ミスをして解答を聴いてしまった。その人は正解したものの、クレームの電話が相次ぎ、エンディングで『その時の問題が「011以外の地域」の視聴者に解答権があった』ことを理由にプレゼントの権利を無効にして、視聴者プレゼントに回すという異例の措置がとられたことが一度ある。その後同じようなことが再びあったが、司会・キャスターは住所を書いたメモを見た時点で「この問題での解答権がないんですよ。」と言って電話を切ってもらったという。

## 放送時間
（出典：）
| 放送期間   | 放送期間   | 番組名                                    | 放送時間（日本時間）       |
| ---------- | ---------- | ----------------------------------------- | -------------------------- |
| 1986.10.07 | 1987.09.22 | ほっとないと22                            | 火曜 22:00 - 22:54（54分） |
| 1987.10.06 | 1992.09.29 | ほっとないとHOKKAIDO                      | 火曜 19:00 - 20:00（60分） |
| 1992.10.06 | 1993.03.23 | ほっとないとHOKKAIDO                      | 火曜 20:00 - 20:54（54分） |
| 1993.04.06 | 1996.03.26 | ほっとないとHOKKAIDO                      | 火曜 19:55 - 20:54（59分） |
| 1996.04.16 | 1997.09.16 | ほっとないとHOKKAIDO 快傑調査室           | 火曜 20:00 - 20:54（54分） |
| 1997.10.14 | 1998.03.17 | ほっとないとHOKKAIDO クイズココが考えどこ | 火曜 20:00 - 20:54（54分） |

## 出演者
- 小川和幸（アナウンサー）「快傑調査室」レポーター
- 桜井宏（アナウンサー）最末期「クイズここが考えどこ」司会
- 島森則夫[12]（当時はアナウンサー、現在はニュースデスク担当）中期のクイズ番組と「快傑調査室」司会
- 若山昌子[12]
- 藪淳一（当時はアナウンサー、現在は大学講師兼幼稚園理事長）
- 渡辺陽子（アナウンサー）
- 沢口孝夫（当時はアナウンサー）「22」時代からの初期
- 中村浩美（ジャーナリスト） 「22」時代からの初期
- 浅野英美（当時はアナウンサー）「快傑調査室」レポーター
- 卓田和広（アナウンサー）「快傑調査室」レポーター
- 猪田弘美（当時は大学生、プレゼントガイド）

## ビデオソフト
北海道内のスキー場を紹介するコーナー「スキー天国」の放送内容をまとめたVHS「スキー天国ほっかいどう」をHBCとTBSビデオとパック・イン・ビデオの3社協同企画として1990年8月に発売。
1. ニセコ・ルスツ・函館編
2. トマム・サホロ・富良野編
3. 札幌国際・テイネ・夕張編
4. 豪快!ヘリスキー編